# 에이프릴의 특별한 만찬
《에이프릴의 특별한 만찬》(영어: Pieces of April)은 미국에서 제작된 피터 헤지스 감독의 2003년 코미디 드라마 영화이다. 케이티 홈스 등이 출연하였고, 게리 위닉 등이 제작에 참여하였다.

## 출연진
- 케이티 홈스
- 데릭 루크
- 올리버 플랫
- 퍼트리샤 클라크슨
- 앨리슨 필
- 존 갤러거 주니어
- 앨리스 드러먼드
- 숀 헤이스
- 아이제이아 휘틀록 주니어
- 릴리어스 화이트
- 시스코
- 에이드리언 마티네즈
- 아르만도 리에스코

## 기타 제작진
- 공동 제작: 루시 바전, 루실 머손 스미스
- 협력 제작: 다이앤 드라이어
- 배역: 윌 캔틀러, 버나드 텔시, 데이비드 버카리
- 미술: 릭 버틀러
- 의상: 로라 바워
- 음악 감독: 린다 코언
- 음악 총괄 제작: 앨릭스 스타이어마크